# Systraströmmen

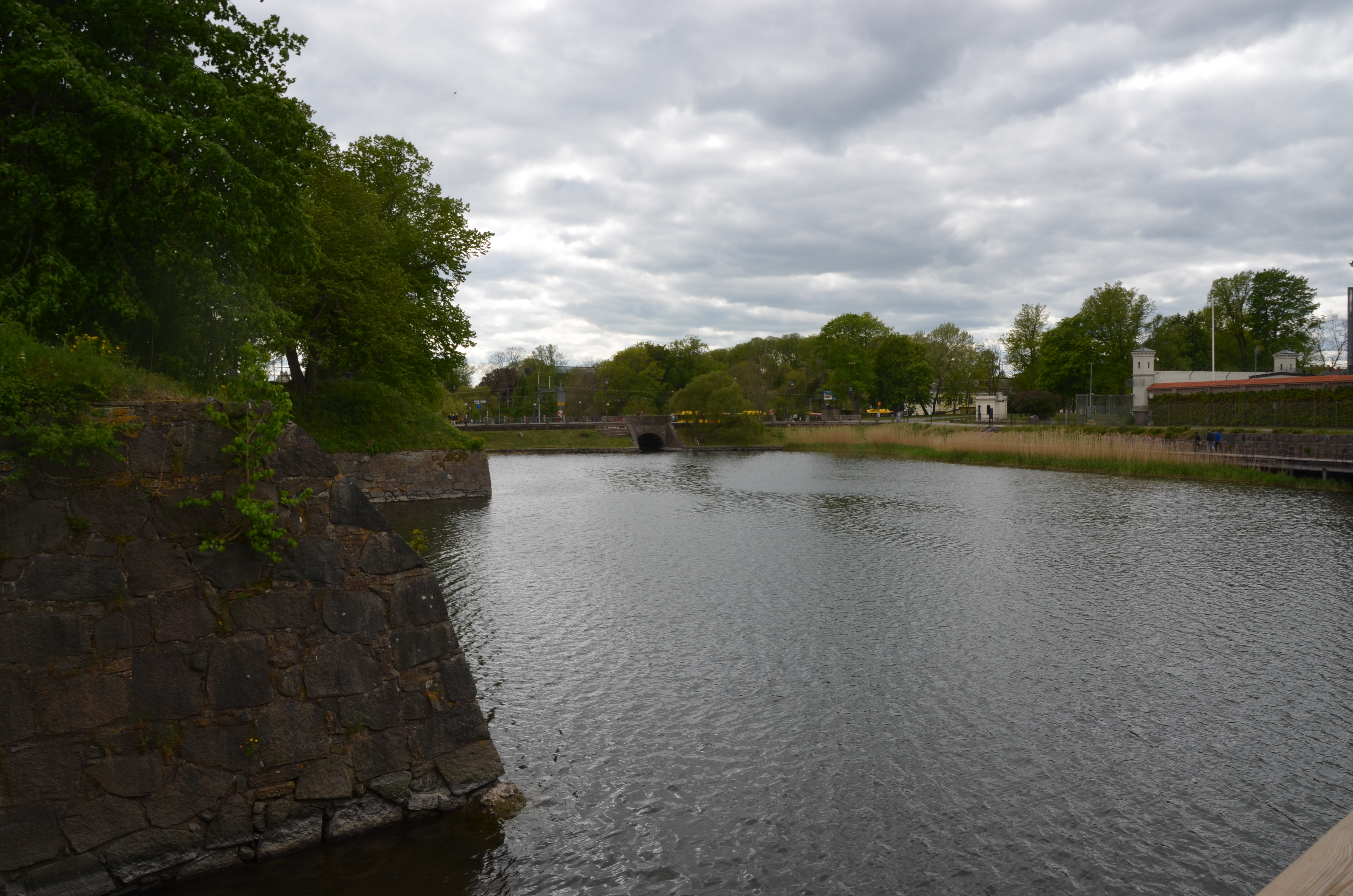
Systraströmmen sedd söderut från gångbron till Västerport

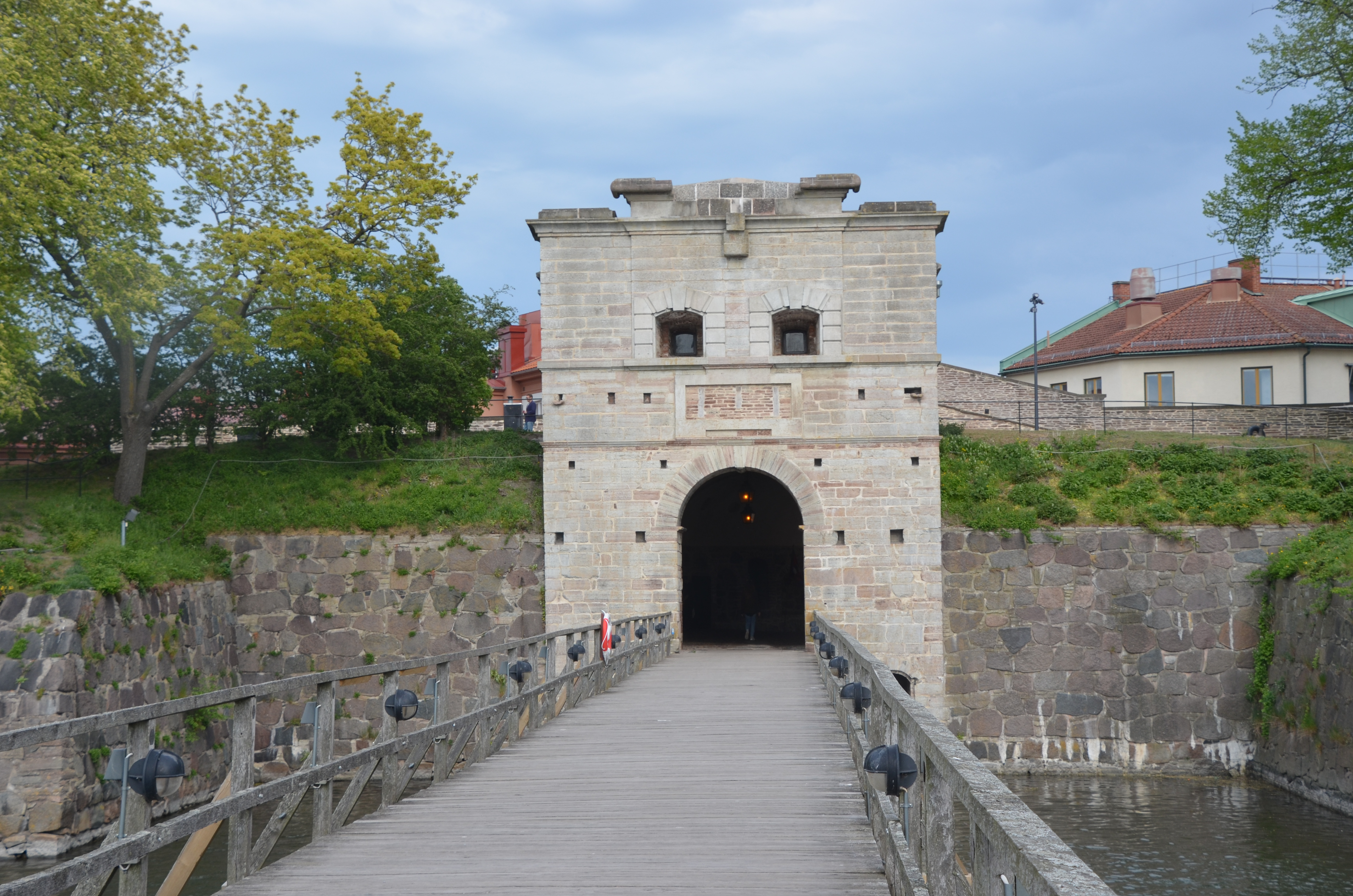
Västerport, sedd från Systraströmmen

Systraströmmen är namnet på det smala vattenområdet i Kalmar mellan sydvästra delen av Kvarnholmen och fastlandet, mellan Tullbron och Malmbron. Det har sitt namn efter Sankt Johannes systrakloster, som på medeltiden, mellan 1299 och 1505, låg utanför den medeltida stadens Norreport på Tullslätten. Klostret ägde Kvarnholmen, som då hette Systraholmen.
Den exakta platsen för klostret är inte känd, men troligen där Tullskolan nu ligger.
Över Systraströmmen byggdes vid mitten av 1600-talet träbron Ravelinsbron mellan ravelinen Prins Carl på fastlandet och Västerport. Denna var under två århundraden den enda förbindelsen till den nya befästningsstaden Kalmar från landsidan. Ravelinsbron ersattes 1854 av Tullbron längre söderut och revs på 1870-talet. En ny träbro för fotgängare över Systraströmmen till Västerport blev klar 1997.
Mellan 1852 och 1930-talet kallades vattenområdet Cellviken efter Kalmar centralfängelse, som byggts på ravelinen Prins Carl och invigts 1852.